# Culicoides tugaicus
Culicoides tugaicus är en tvåvingeart som beskrevs av Dzhafarov 1960. Culicoides tugaicus ingår i släktet Culicoides och familjen svidknott. Inga underarter finns listade i Catalogue of Life.